# Гелиотропизм
Гелиотропи́зм (от др.-греч. ἡλιοτροπίους — буквально: «солнцеповорачивающиеся» от др.-греч. ἥλιος — «солнце» + др.-греч. τροπή — «поворот») — способность растений принимать определённое положение под влиянием солнечного света, в настоящее время этот термин замещается более общим термином фототропизм
Гелиотропизм был описан Леонардо Да Винчи в его ботанических исследованиях, вместе с геотропизмом.
Термин «гелиотропизм» был введён в начале XIX века Огюстеном Декандолем-старшим для описания роста верхушки стебля по направлению к солнцу.

## Особенности
В ботанической литературе может проводиться различение между гелиотропизмом (фототропизмом), как изменением направления роста прикрепленных растений, и гелиотаксисом (фототаксисом), как перемещением подвижных форм.
В современной науке гелиотропизмом называют только движения растений, связанные со слежением за солнцем.
Большинству стеблей и цветов свойственен положительный гелиотропизм (по направлению к свету); у некоторых воздушных корней и усиков лазящих растений встречается отрицательный гелиотропизм (по направлению от света). В большей или меньшей степени, почти все цветы являются гелиотропными.
Наиболее известные примеры гелиотропных растений — подсолнечник, череда.
Широко распространено мнение, будто подсолнечники «тянутся» к солнцу, однако зрелые цветки подсолнечника обычно направлены на восток и не двигаются. Тем не менее бутоны подсолнечника (до зацветания) обладают гелиотропизмом, они изменяют свою ориентацию с востока на запад в течение дня.

## Механизм гелиотропизма

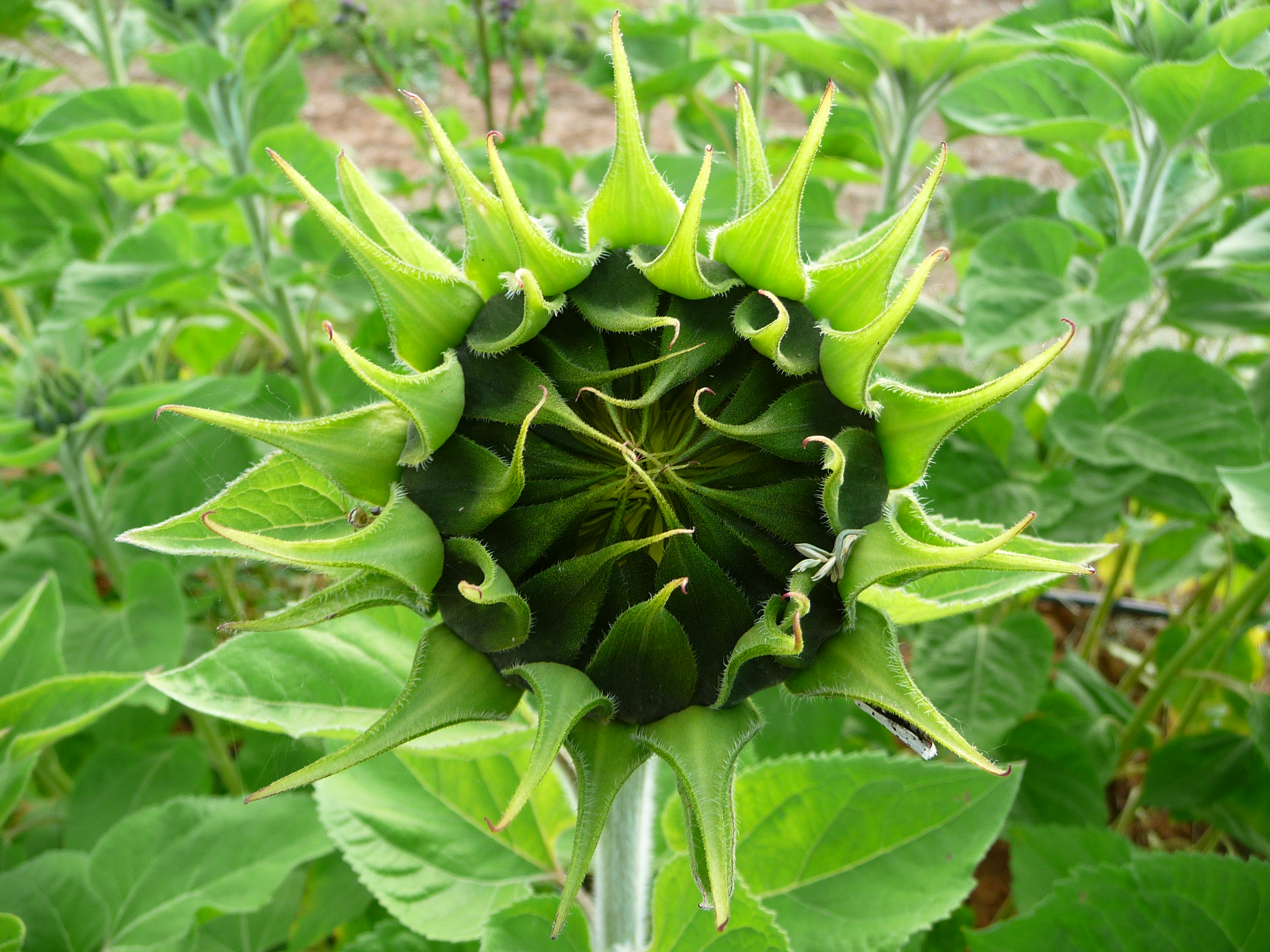
Бутон подсолнечника

Растения с положительным гелиотропизмом отслеживают движение Солнца по небу в течение дня, с востока — на запад. Ночью цветы могут ориентироваться достаточно бессистемно, но с рассветом они поворачиваются на восток, к восходящему светилу. 
Движение осуществляется при помощи специальных моторных клеток, находящихся в гибком основании цветка (лат. Pulvinus, см. Листовая подушечка). Данные клетки являются ионными насосами, доставляющими ионы калия в близлежащие ткани, что изменяет их тургор. Сегмент изгибается из-за удлинения моторных клеток, расположенных на теневой стороне (вследствие роста гидростатического внутреннего давления).
Гелиотропизм вызывается в основном синей частью спектра
Некоторые следящие за солнцем растения не являются чистыми гелиотропами: их циркадные движения инициализируются солнечным светом, но, зачастую, продолжаются ещё некоторое время после его исчезновения.